# Itaguari
Itaguari este un oraș în Goiás (GO), Brazilia.